# Johann Wolfgang Franck
Johann Wolfgang Franck (ochrzczony 17 czerwca 1644 w Unterschwaningen, zm. około 1710) – niemiecki kompozytor. 

## Życiorys
Dorastał w Ansbach, gdzie prawdopodobnie był uczniem swojego krewnego Samuela Königa. Od 1665 do 1679 roku pozostawał w służbie na dworze margrabiów w Ansbach jako członek nadwornej kapeli. W 1668 roku odbył podróż do Włoch. Do jego obowiązków na dworze należała oprawa uroczystości religijnych oraz wystawianie oper niemieckich i włoskich. Wystawił też w Ansbach trzy własne opery, Die unvergleichliche Andromeda (1675), Der verliebte Föbus (1678) i Die drei Töchter Cecrops (1679). 17 stycznia 1679 roku powodowany zazdrością zamordował dworskiego muzyka Ulbrechta, za co został wygnany z Ansbach. Uciekł wówczas do Hamburga, gdzie odniósł sukces jako twórca operowy. Między 1679 a 1686 rokiem wystawił w mieście 17 własnych oper. Latem 1687 roku opuścił Hamburg, porzucając poślubioną w 1666 roku żonę Annę Susannę Wilbel wraz z dziesięciorgiem dzieci. Od około 1690 roku przebywał w Londynie. Data, miejsce i okoliczności jego śmierci są nieznane.

## Twórczość
Zasłynął przede wszystkim jako twórca wczesnej opery niemieckiej. W swoich utworach kładł nacisk na głębię wyrazu dramatycznego, próbując pogodzić operę niemiecką z elementami opery włoskiej. Ponadto skomponował m.in. zbiór pieśni religijnych Geistliche Lieder (wyd. Hamburg 1681, 1685, 1687, 1700) oraz 25 pieśni świeckich na głos i basso continuo Remedium melancholiae (wyd. Londyn 1690).